# Le Brocart
Le Brocart (錦繍, Kinshū) est un roman épistolaire écrit en 1982 par Teru Miyamoto.

## Résumé
En prenant le télécabine qui les emportent vers le sommet du Mont Zaō un homme et une femme autrefois mariés, puis séparés, se revoient. Ils vont s'envoyer des lettres, ils vont se souvenir du temps passé ensemble, des nombreux non-dits.

## Traduction française
Il existe une traduction française aux éditions Philippe Picquier par Maria Grey  (ISBN 2877304345).